# 達帕雅國家公園
達帕雅國家公園位於泰国沙繳府、武里南府，在泰國與柬埔寨邊界附近，面積594平方公里，成立於1996年11月，為泰國第82個國家公園。達帕雅國家公園與考艾国家公园、他蘭國家公園、龐斯達國家公園以及東艾野生生物保護區組成東巴耶延山－考愛山森林保護區，2005年獲聯合國教科文化組織通過成為世界遗产。

## 地理
達帕雅國家公園位於泰國呵叻高原南部，在沙繳府、武里南府與柬埔寨交界處，界於北緯14度5分至14度22分，東經102度30分至103度14分之間。公園東西向距離約100公里，南北向最寬處約20公里，最窄處約5公里，整體公園為東西向的狹長區域。達帕雅國家公園西邊與龐斯達國家公園接壤，西北邊與東艾野生生物保護區連接，公園的東南方為泰國與柬埔寨的邊界。國家公園以所在地沙繳府達帕雅縣為名。國家公園位於扁擔山脈區域，海拔界於206公尺至579公尺之間，園區內大部分的溪流往北流，匯入蒙河，蒙河向東注入湄公河。少部分溪流向南流，注入洞里萨湖。

### 氣候
達帕雅國家公園一年當中有三個季節：熱季、雨季、涼季。一般熱季為二月至四月；雨季為五月至十月；十一月至隔年一月為涼季。在雨季期間，來自安达曼海與泰國灣的水氣吹拂下，該地區月平均降雨量在100至140公厘左右，隨著地形變化雨量分布不均勻，迎風面降雨多，背風面降雨少。達帕雅國家公園大部分位於沙繳府，當地1991－2020年平均溫度為攝氏28度，歷史最高溫攝氏39.8度，歷史最低溫14.3度。平均年雨量為1,567公厘。

## 生態
達帕雅國家公園森林覆蓋率約77%，其中以大戟科為主，如橡膠樹。樹林種類常綠森林約占49%，常綠闊葉林占20%，混交落葉林占2%，次生林占6%。
野外調查結果共發現野生動物327種，其中哺乳類42種，鳥類227種，爬蟲類37種，兩棲類21種。有大量的松鼠、犀鳥、蜥蜴等野生動物。

### 盜採與保育
達帕雅國家公園內有酸枝木，其為紫檀木的一種，可製作高級紅木家具，因而存在大量非法砍伐的問題，盜砍林木的武裝分子多由柬埔寨越過邊境進入該地區，2015年有7名泰國森林巡邏員遭殺害，泰國政府已組成武裝森林保護隊加強巡邏。
泰國政府1996年11月22日公告設立達帕雅國家公園，紀錄於泰國政府公報第113卷第65部分，為泰國第82個國家公園。

## 旅遊
達帕雅國家公園由泰國33號國道在76公里路標處，左轉入348號國道，行進約27公里抵達。公園內有森林步道，入場費外國人成人為200泰銖、小孩100泰銖；泰國人成人20泰銖、小孩10泰銖。除了森林景觀之外，特色景點「拉魯」為達帕雅國家公園內的一處特殊地形，因雨水沖蝕程度的差異而形成的崎嶇地形；考隆寺為公園內一處高棉帝国時期古蹟。

## 世界遺產登錄
2005年7月，第29屆世界遺產委員會於南非德班召開，由泰國申報的項目「東巴耶延山－考愛山森林保護區」經大會通過，成為泰國第二個自然遺產，達帕雅國家公園於名單之中，編號為590-004。
该世界遗产被认为满足世界遺產登錄基準中的以下基準而予以登錄：
- （x）拥有最重要及显著的多元性生物自然生态栖息地，包含从保育或科学的角度来看，符合普世价值的濒临绝种动物种。

| 世界遺產編號 | 名稱           | 所在地              | 保護範圍   |
| ------------ | -------------- | ------------------- | ---------- |
| 590-004      | 達帕雅國家公園 | 14°12'0"N 103°0'0"E | 59,400公頃 |

## 圖集

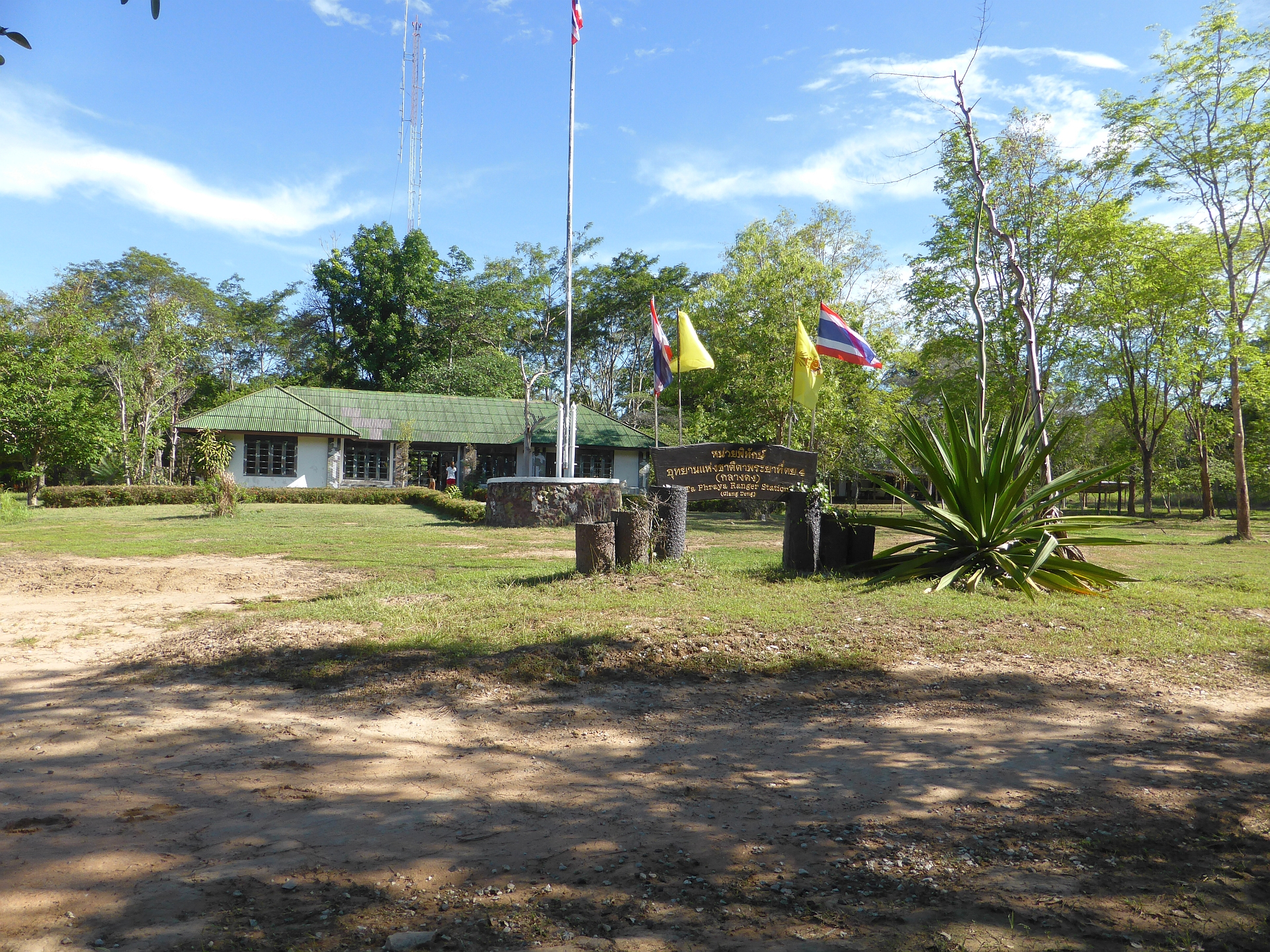
達帕雅國家公園入口
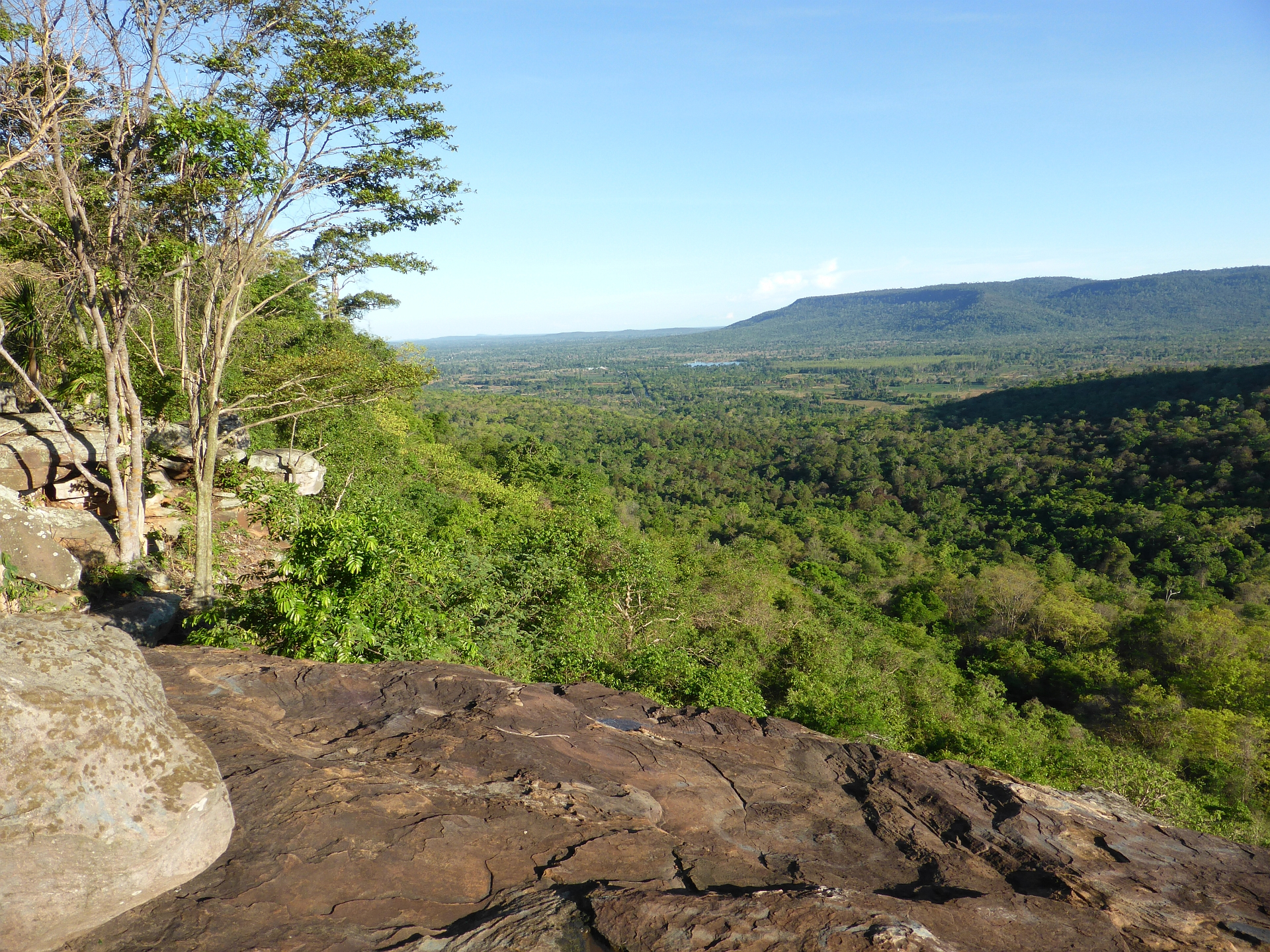
達帕雅國家公園森林景觀
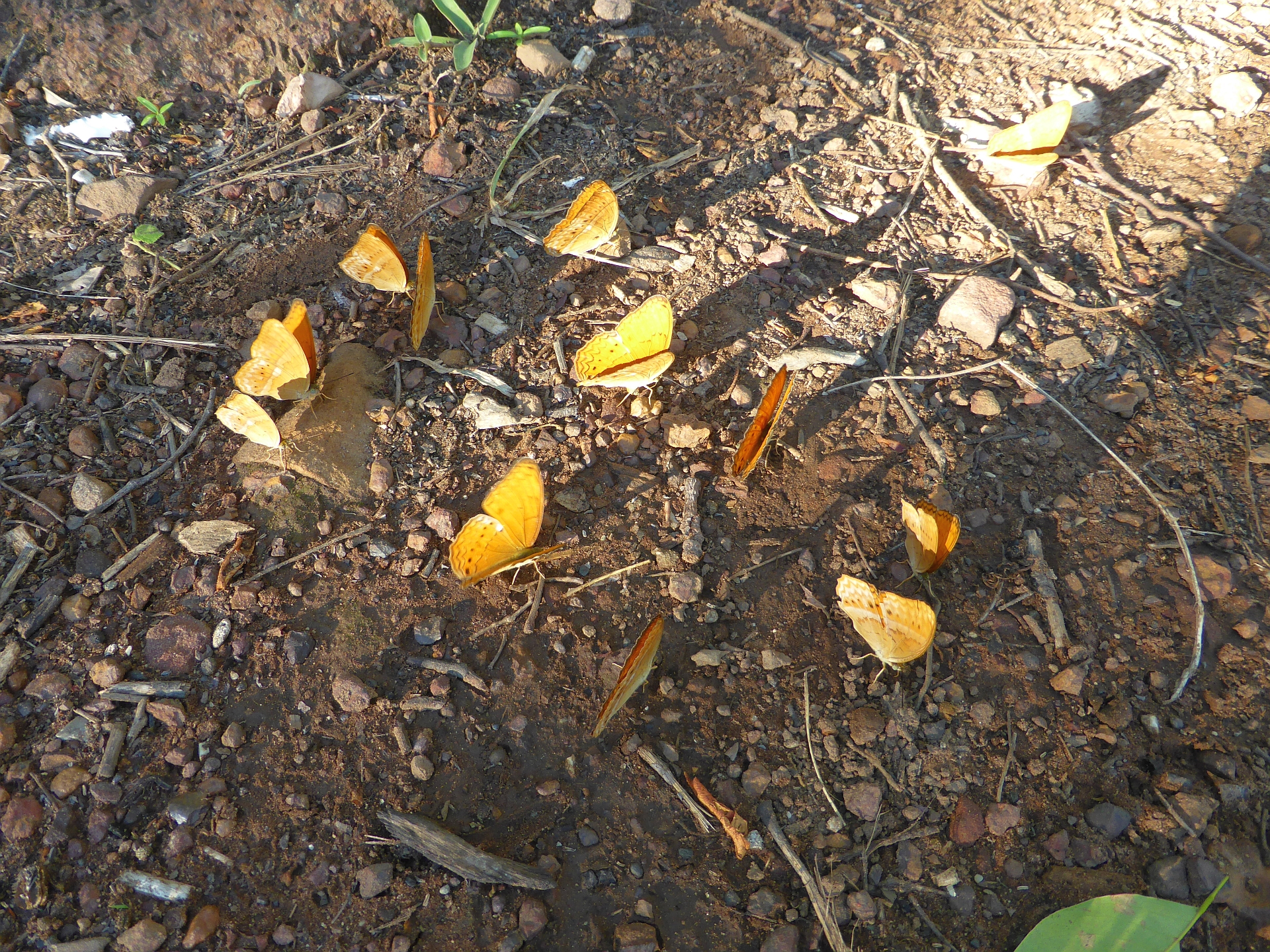
達帕雅國家公園內的蝴蝶
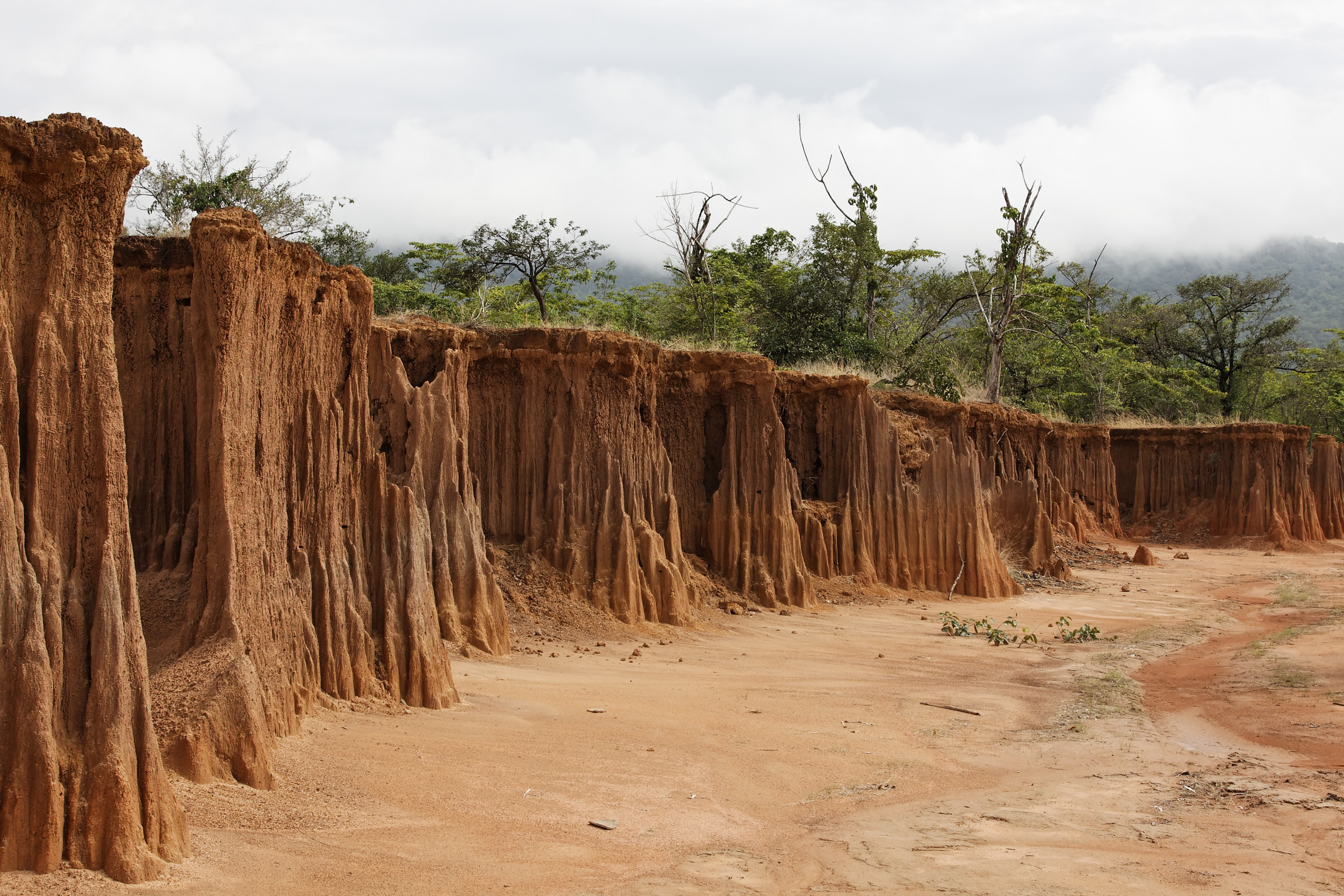
「拉魯」景觀
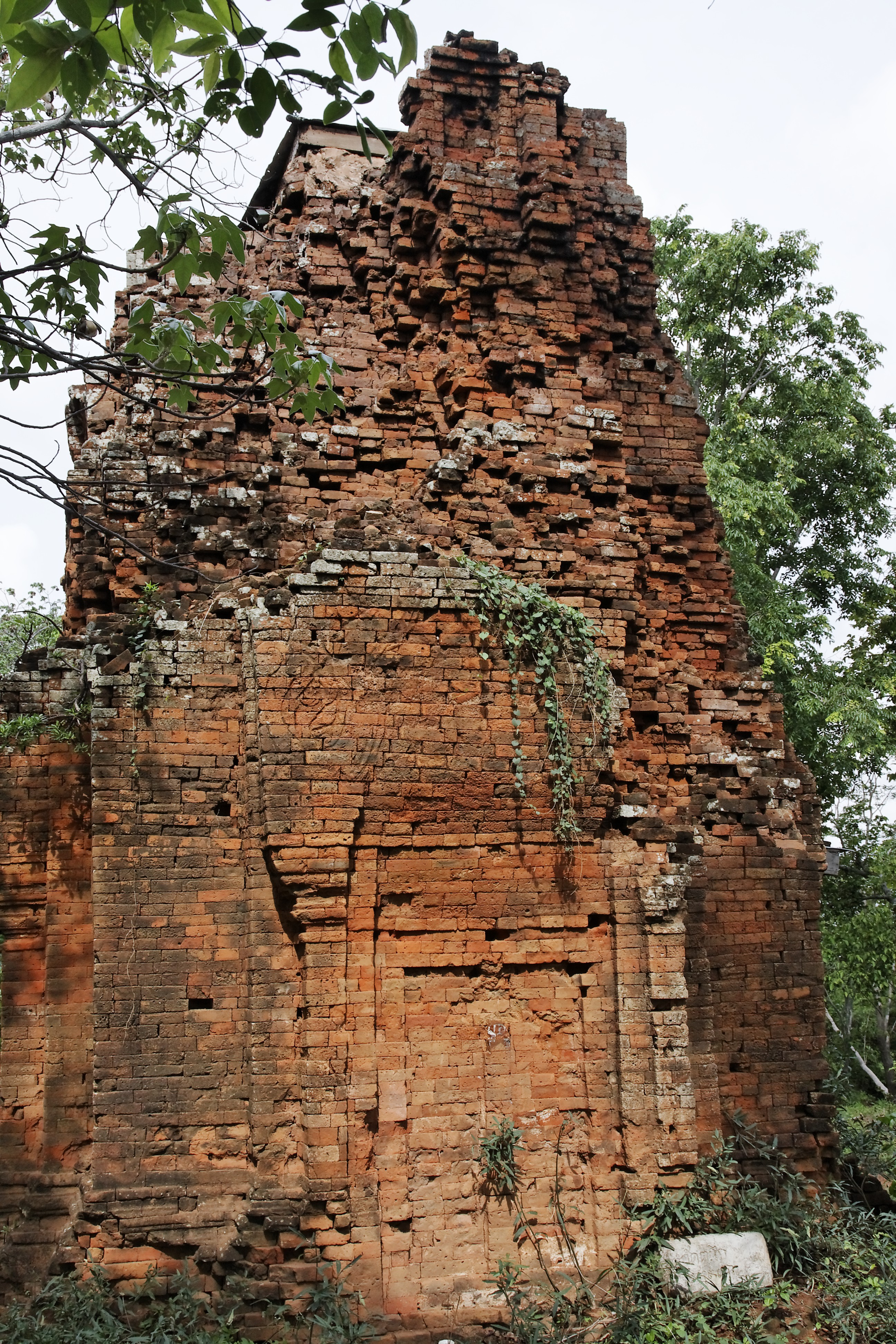
「考隆寺」古蹟

## 外部連結
- 泰國觀光局－達帕雅國家公園 （页面存档备份，存于）（英文）